# Fender Mustang
Fender Mustang je typ elektrické kytary vyráběný společností Fender Musical Instruments Corporation. Vychází z modelů Fender Jazzmaster a Fender Jaguar. Byl představen jako studentský model v roce 1965. Přestal se vyrábět v roce 1982 a od roku 1990 se začala vyrábět reedice. Od roku 2002 je též v reedici baskytara se stejným názvem a tvarem – Fender Mustang Bass.

## Známí kytaristé
- Mark Arm (Mudhoney)
- Steve Turner (Mudhoney)
- Kurt Cobain (Nirvana)
- Thurston Moore (Sonic Youth)
- Lee Ranaldo (Sonic Youth)
- Buzz Osborne (The Melvins)
- Jimi Hendrix (Jimi Hendrix Experience)
- Eric Erlandson (Hole)
- Kelley Deal (The Breeders)
- David Byrne (Talking Heads)
- Kelly Jones (Stereophonics)
- Alan Lancaster (Status Quo)
- Pat Smear (The Germs)